# The Invisible Woman
The Invisible Woman (br A Mulher Invisível) é um filme de comédia de ficção científica produzido nos Estados Unidos, dirigido por A. Edward Sutherland e lançado em 1940.